# Josef Krämer
Josef Krämer (Gelsenkirchen, 1878. május 4. – Gelsenkirchen, 1954. január 20.) az 1906-os nem hivatalos olimpiai játékokon aranyérmet nyert német kötélhúzó, atléta, tornász.
Az 1906. évi nyári olimpiai játékokon indult kötélhúzásban. Ebben a számban aranyérmes lett a német csapattal.
Részt vett még torna számokban is: egyéni összetett-5 szeren, egyéni összetett-6 szeren és csapatversenyben. Egyikben sem szerzett érmet.
Egy atlétikai számban is elindult. Ez a magasugrás volt. Ebben sem szerzett érmet.
Az 1908. évi nyári olimpiai játékokon is elindult egy tornaszámban, a egyéni összetettben. Érmet nem szerzett.